# Jorge Antonio Serrano Elías
Jorge Antonio Serrano Elías (Città del Guatemala, 26 aprile 1945) è un politico guatemalteco.
È stato il Presidente del Guatemala dal gennaio 1991 al giugno 1993.